# Luigi Rodolfo di Brunswick-Lüneburg
Luigi Rodolfo di Brunswick-Wolfenbüttel (Wolfenbüttel, 22 luglio 1671 – Braunschweig, 1º marzo 1735) fu duca di Brunswick-Lüneburg dal 1731 fino alla sua morte, nei rami di Wolfenbüttel e di Blankenburg..
È ricordato in particolar modo dalla storiografia per essere stato l'antenato comune della maggior parte delle casate reali europee dal Settecento in poi, grazie ad un'accurata politica matrimoniale e da una discendenza particolarmente prestigiosa. Fu nonno materno dell'imperatrice del Sacro Romano Impero Maria Teresa, della regina di Prussia Elisabetta Cristina, della regina di Danimarca Giuliana Maria e dello zar Pietro II di Russia, trisavolo del re del Belgio Leopoldo I e quadrisavolo della regina del Regno Unito Vittoria.

## Biografia

### Infanzia

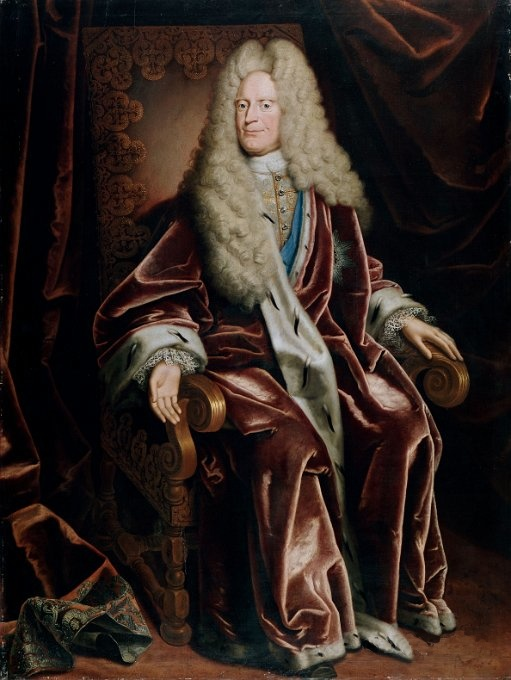
Antonio Ulrico di Brunswick-Wolfenbüttel

Luigi Rodolfo era il figlio minore di Antonio Ulrico di Brunswick-Wolfenbüttel e di sua moglie, Elisabetta Giuliana di Schleswig-Holstein-Sonderburg-Norburg.

### Matrimonio
Luigi Rodolfo sposò la principessa Cristina Luisa, figlia di Alberto Ernesto I, principe di Oettingen-Oettingen, ad Aurich, nel 1690. Cristina Luisa e il marito andarono ad abitare a Blankenburg, appannaggio donato al duca da suo padre.

### Discendenza reale

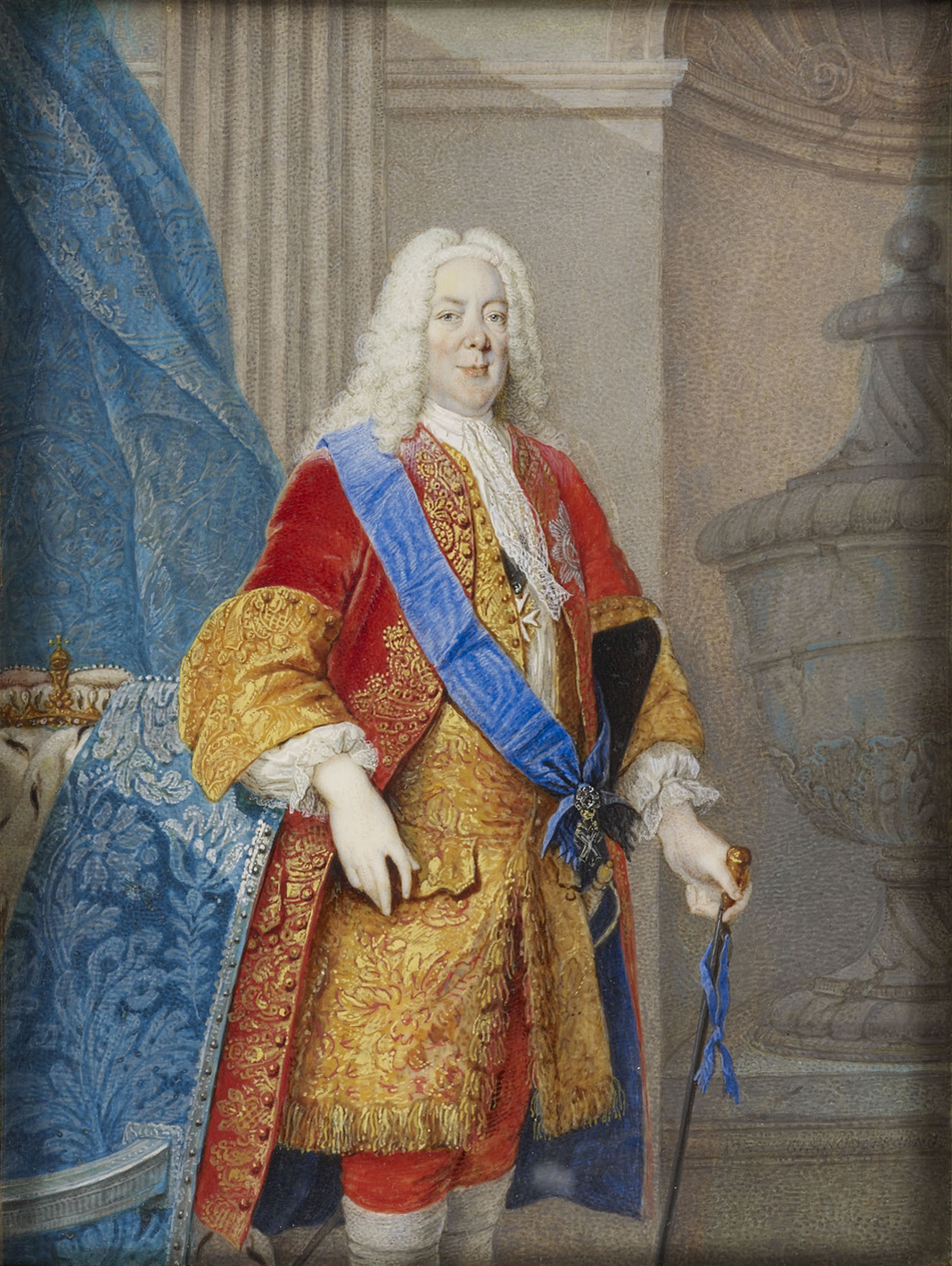
Luigi Rodolfo ritratto da Georg Andreas Wolfgang nel 1733. Oggi questo dipinto fa parte della Royal Collection

Dal matrimonio di Cristina Luisa e di Luigi Rodolfo nacquero quattro figlie femmine, delle quali solo tre raggiunsero l'età adulta. Luigi Rodolfo seppe ben maritare le figlie con degli ottimi partiti e lui e sua moglie divennero nonni di importantissimi sovrani come Maria Teresa d'Austria, Pietro II di Russia e Giuliana, regina consorte di Danimarca. Tra gli altri discendenti di Luigi Rodolfo vi furono tutti i sovrani dei paesi coinvolti nella prima guerra mondiale (Giorgio V del Regno Unito, Nicola II di Russia, Vittorio Emanuele III di Savoia, Alberto I del Belgio, Ferdinando I di Romania, Guglielmo II di Germania, Francesco Giuseppe I d'Austria, Ferdinando I di Bulgaria e Maria Adelaide di Lussemburgo), nonché anche gli attuali monarchi di Spagna, Belgio, Danimarca, Svezia, Norvegia, Paesi Bassi e Liechtenstein.

### Carriera militare

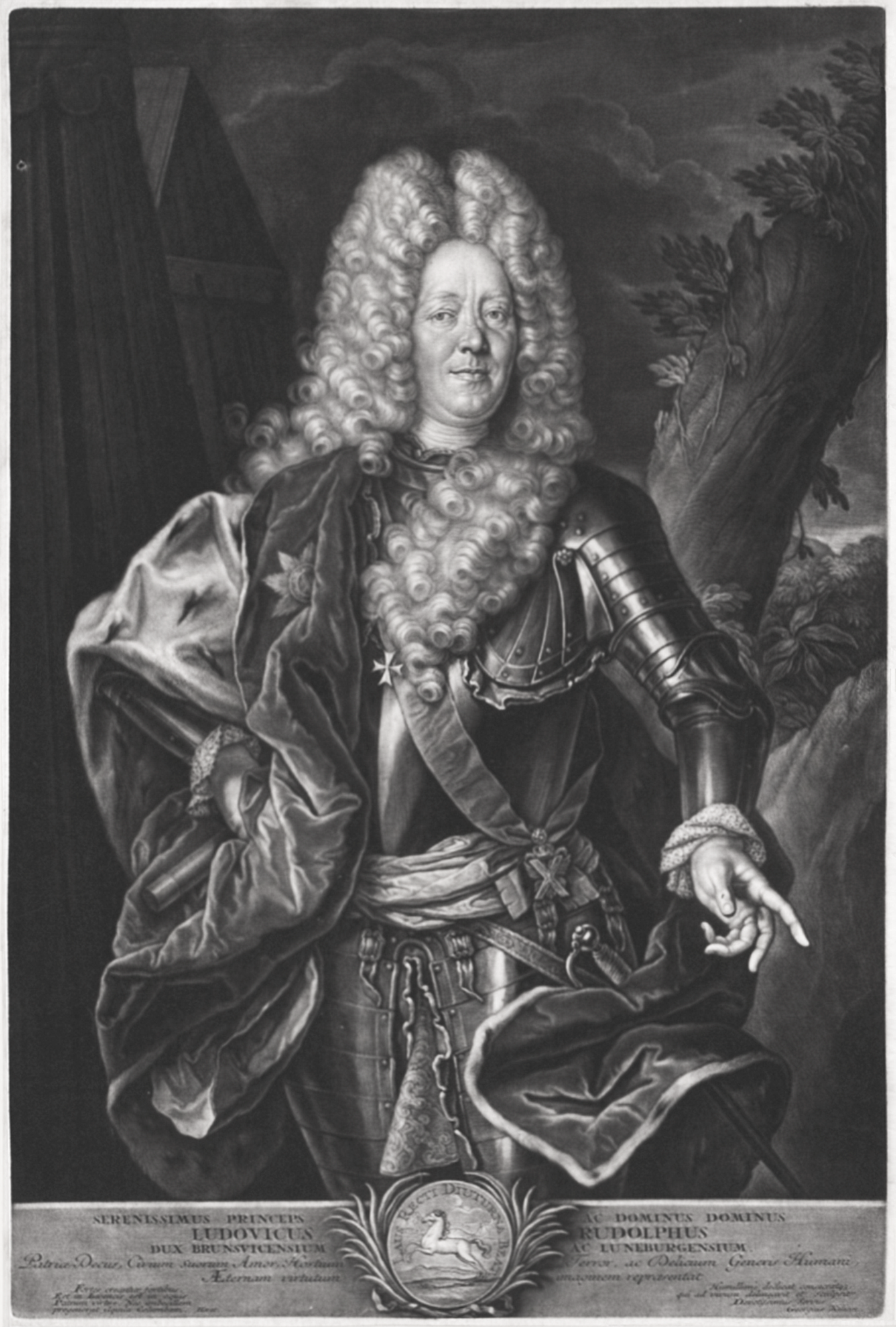
Luigi Rodolfo di Brunswick in armatura in una stampa d'epoca

Intrapresa la carriera militare, divenne in breve tempo maggiore generale durante il servizio militare presso l'esercito di Leopoldo I d'Asburgo nel 1690; venne catturato durante una battaglia dai francesi. Dopo essere stato rilasciato lo stesso anno, suo padre gli concesse la contea di Blankenburg come dono, violando il diritto di primogenitura, secondo il quale la contea spettava al primogenito.

### Ascesa al principato

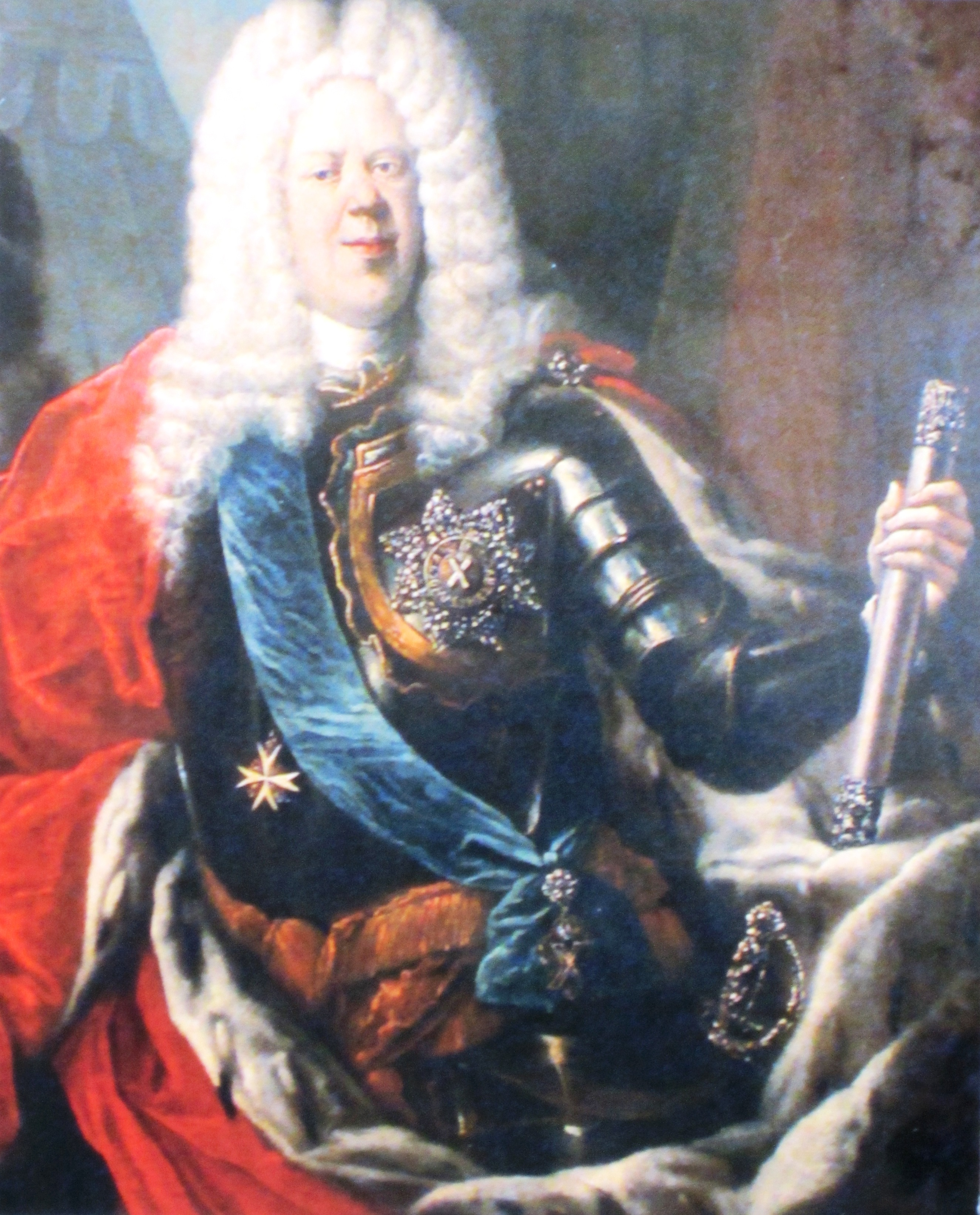
Luigi Rodolfo, principe di Brunswick-Lüneburg

Nel 1707, Blankenburg venne elevata a principato del Sacro Romano Impero; in questo modo, Luigi Rodolfo divenne principe reggente del fratello maggiore Augusto Guglielmo.
Alla morte di Augusto Guglielmo nel 1731, Luigi Rodolfo ereditò anche Wolfenbüttel. Dal momento che il fratello aveva mostrato poco interesse negli affari di stato, il ducato era andato lentamente in rovina ed a Luigi Rodolfo spettò il compito di riportare in auge le finanze.

### Morte

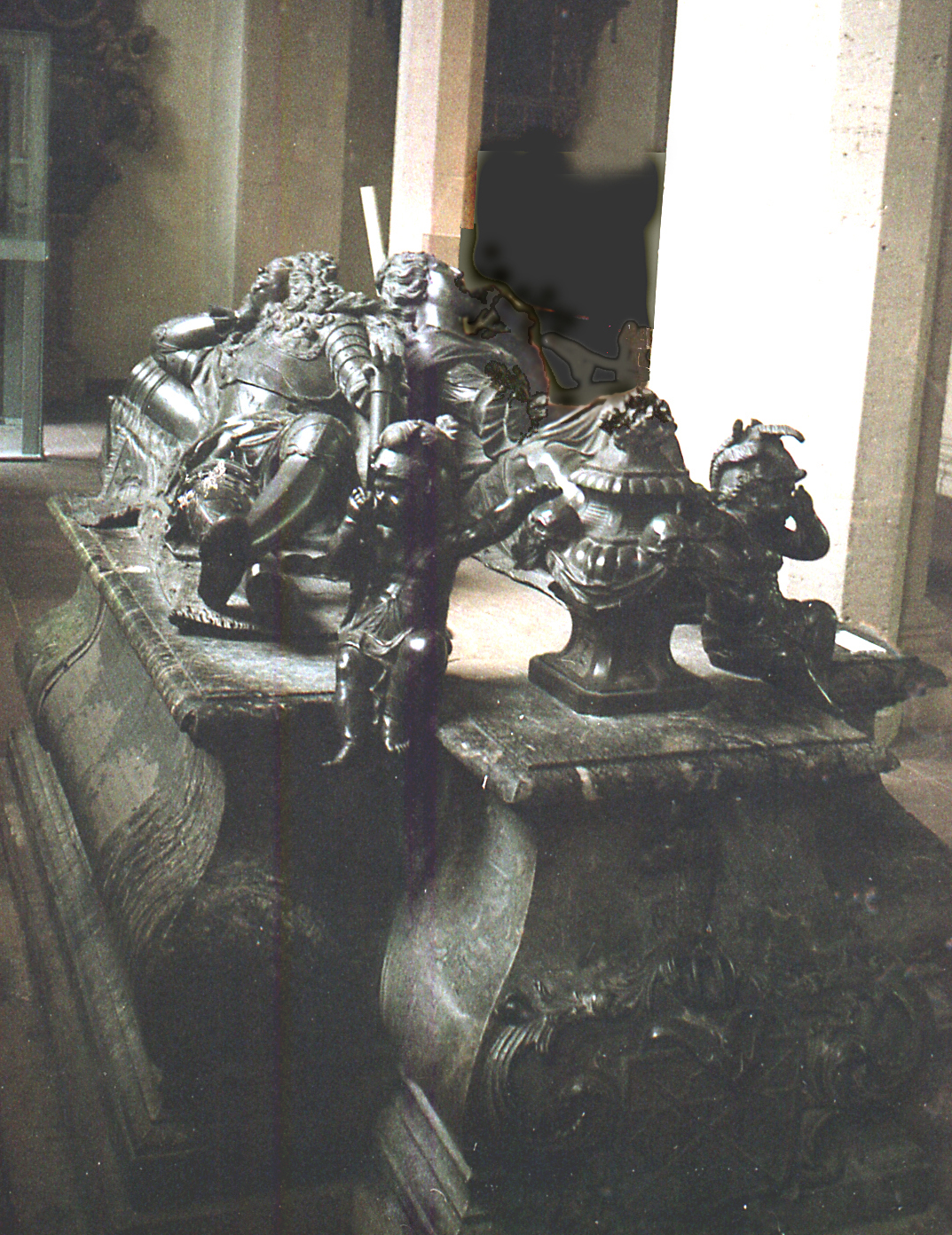
La tomba di Luigi Rodolfo nel Duomo di Braunschweig

Luigi Rodolfo morì senza eredi maschi nel 1735. Gli succedette il proprio cugino, Ferdinando Alberto, che aveva sposato la figlia minore di Luigi Rodolfo, Antonietta Amalia.

## Discendenza
Dal matrimonio tra Luigi Rodolfo e Cristina Luisa di Oettingen-Oettingen nacquero:
- Elisabetta Cristina (1691 – 1750), che sposò l'imperatore Carlo VI e fu madre dell'imperatrice Maria Teresa;
- Carlotta Cristina (1694 – 1715), che sposò lo zarevic Aleksej Petrovič Romanov, figlio di Pietro il Grande;
- Antonietta Amalia (1696 – 1762), che sposò Ferdinando Alberto II di Brunswick-Lüneburg.

## Ascendenza
|                                                              |                                           |                                          | Genitori                             |  |  | Nonni |  |  | Bisnonni                         |  |  | Trisnonni                       |  |
|                                                              |                                           |                                          |                                      |  |  |       |  |  | Enrico III di Brunswick-Lüneburg |  |  | Ernesto I di Brunswick-Lüneburg |  |
|                                                              |                                           |                                          |                                      |  |  |       |  |  | Enrico III di Brunswick-Lüneburg |  |  | Ernesto I di Brunswick-Lüneburg |  |
|                                                              |                                           | Sofia di Meclemburgo-Schwerin            |                                      |  |  |       |  |  | Enrico III di Brunswick-Lüneburg |  |  |                                 |  |
| Augusto di Brunswick-Lüneburg                                |                                           |                                          |                                      |  |  |       |  |  | Enrico III di Brunswick-Lüneburg |  |  |                                 |  |
|                                                              |                                           | Ursula di Sassonia-Lauenburg             | Francesco I di Sassonia-Lauenburg    |  |  |       |  |  |                                  |  |  |                                 |  |
|                                                              |                                           | Ursula di Sassonia-Lauenburg             | Francesco I di Sassonia-Lauenburg    |  |  |       |  |  |                                  |  |  |                                 |  |
|                                                              |                                           | Ursula di Sassonia-Lauenburg             | Sibilla di Sassonia-Freiberg         |  |  |       |  |  |                                  |  |  |                                 |  |
| Antonio Ulrico di Brunswick-Wolfenbüttel                     |                                           | Ursula di Sassonia-Lauenburg             |                                      |  |  |       |  |  |                                  |  |  |                                 |  |
|                                                              |                                           | Rodolfo di Anhalt-Zerbst                 | Gioacchino Ernesto di Anhalt         |  |  |       |  |  |                                  |  |  |                                 |  |
|                                                              |                                           | Rodolfo di Anhalt-Zerbst                 | Gioacchino Ernesto di Anhalt         |  |  |       |  |  |                                  |  |  |                                 |  |
|                                                              |                                           | Rodolfo di Anhalt-Zerbst                 | Eleonora di Württemberg              |  |  |       |  |  |                                  |  |  |                                 |  |
| Dorotea di Anhalt-Zerbst                                     |                                           | Rodolfo di Anhalt-Zerbst                 |                                      |  |  |       |  |  |                                  |  |  |                                 |  |
|                                                              |                                           | Dorotea Edvige di Brunswick-Wolfenbüttel | Enrico Giulio di Brunswick-Lüneburg  |  |  |       |  |  |                                  |  |  |                                 |  |
|                                                              |                                           | Dorotea Edvige di Brunswick-Wolfenbüttel | Enrico Giulio di Brunswick-Lüneburg  |  |  |       |  |  |                                  |  |  |                                 |  |
|                                                              |                                           | Dorotea Edvige di Brunswick-Wolfenbüttel | Dorotea di Sassonia                  |  |  |       |  |  |                                  |  |  |                                 |  |
| Luigi Rodolfo di Brunswick-Wolfenbüttel                      |                                           | Dorotea Edvige di Brunswick-Wolfenbüttel |                                      |  |  |       |  |  |                                  |  |  |                                 |  |
|                                                              | Giovanni di Schleswig-Holstein-Sonderburg | Cristiano III di Danimarca               |                                      |  |  |       |  |  |                                  |  |  |                                 |  |
|                                                              | Giovanni di Schleswig-Holstein-Sonderburg | Cristiano III di Danimarca               |                                      |  |  |       |  |  |                                  |  |  |                                 |  |
|                                                              | Giovanni di Schleswig-Holstein-Sonderburg | Dorotea di Sassonia-Lauenburg            |                                      |  |  |       |  |  |                                  |  |  |                                 |  |
| Federico di Schleswig-Holstein-Sonderburg-Norburg            | Giovanni di Schleswig-Holstein-Sonderburg |                                          |                                      |  |  |       |  |  |                                  |  |  |                                 |  |
|                                                              |                                           | Elisabetta di Brunswick-Grubenhagen      | Ernesto III di Brunswick-Grubenhagen |  |  |       |  |  |                                  |  |  |                                 |  |
|                                                              |                                           | Elisabetta di Brunswick-Grubenhagen      | Ernesto III di Brunswick-Grubenhagen |  |  |       |  |  |                                  |  |  |                                 |  |
|                                                              |                                           | Elisabetta di Brunswick-Grubenhagen      | Margherita di Pomerania-Wolgast      |  |  |       |  |  |                                  |  |  |                                 |  |
| Elisabetta Giuliana di Schleswig-Holstein-Sonderburg-Norburg |                                           | Elisabetta di Brunswick-Grubenhagen      |                                      |  |  |       |  |  |                                  |  |  |                                 |  |
|                                                              |                                           | Rodolfo di Anhalt-Zerbst                 | Gioacchino Ernesto di Anhalt         |  |  |       |  |  |                                  |  |  |                                 |  |
|                                                              |                                           | Rodolfo di Anhalt-Zerbst                 | Gioacchino Ernesto di Anhalt         |  |  |       |  |  |                                  |  |  |                                 |  |
|                                                              |                                           | Rodolfo di Anhalt-Zerbst                 | Eleonora di Württemberg              |  |  |       |  |  |                                  |  |  |                                 |  |
| Eleonora di Anhalt-Zerbst                                    |                                           | Rodolfo di Anhalt-Zerbst                 |                                      |  |  |       |  |  |                                  |  |  |                                 |  |
|                                                              |                                           | Dorotea Edvige di Brunswick-Wolfenbüttel | Enrico Giulio di Brunswick-Lüneburg  |  |  |       |  |  |                                  |  |  |                                 |  |
|                                                              |                                           | Dorotea Edvige di Brunswick-Wolfenbüttel | Enrico Giulio di Brunswick-Lüneburg  |  |  |       |  |  |                                  |  |  |                                 |  |
|                                                              |                                           | Dorotea Edvige di Brunswick-Wolfenbüttel | Dorotea di Sassonia                  |  |  |       |  |  |                                  |  |  |                                 |  |
|                                                              |                                           | Dorotea Edvige di Brunswick-Wolfenbüttel |                                      |  |  |       |  |  |                                  |  |  |                                 |  |